# Cyrkon (pierwiastek)
Cyrkon (Zr, łac. zirconium) – pierwiastek chemiczny, z grupy metali przejściowych w układzie okresowym. Nazwa pochodzi od minerału o tej samej nazwie – cyrkonu (ZrSiO4). Innym minerałem tego pierwiastka jest baddeleit (ZrO2).

## Charakterystyka
Cyrkon występuje w skorupie ziemskiej w ilości 130 ppm wagowo (30 ppm atomów). Przypomina właściwościami chemicznymi hafn znajdujący się bezpośrednio pod nim w układzie okresowym – rozdzielenie ich jest trudne.
Występuje w dwóch odmianach alotropowych: krystalicznej (miękki, biały, kowalny) i amorficznej (niebiesko-czarny proszek).

## Historia odkrycia
W roku 1789 Martin Klaproth otrzymał z Cejlonu kilka próbek minerału o nazwie cyrkon (nazwa prawdopobonie z języka perskiego znaczy złocisty). Wydzielił z niego krzemionkę i nieznaną „ziemię” którą nazwał „cyrkonia”. Klaproth wykazał, że taki sam skład chemiczny ma inny minerał pochodzący z Cejlonu – hiacynt (oba te minerały są krzemianami cyrkonu, ZrSiO
4). Wyniki Klaprotha potwierdzili w 1797 r. francuscy chemicy, Guyton de Morveau i Louis Vauqueliin. Opisali oni też inny minerał cyrkonu, badeleit, ZrO
2. Wolny pierwiastek wyizolował jednak dopiero Jöns Jacob Berzelius w 1824 roku, po 11 latach badań, ogrzewając sześciofluorocyrkonian potasu z metalicznym potasem:
K
2ZrF
6 + 4K  →  6KF + Zr

## Zastosowanie
Ma bardzo niski przekrój czynny na wychwyt neutronów, w postaci stopu zircaloy stosuje się go więc jako składnik koszulek paliwowych paliwa jądrowego reaktorów jądrowych. Do tego celu należy go jednak oczyścić z hafnu, wykazującego dla odmiany wysoki przekrój czynny na wychwyt neutronów.
Związki cyrkonu znalazły zastosowanie w kosmetyce (kremy, antyperspiranty, dezodoranty), zakazane jednak zostały przy produkcji kosmetyków w aerozolu w USA. Ponadto znajduje się na kanadyjskiej liście niezalecanych składników. Toksyczny dla układu oddechowego w przypadku inhalacji, uznany za bezpieczny w produktach, które nie są w aerozolu. Może wywoływać kontaktowe reakcje alergiczne.
Tlenek cyrkonu(IV), ZrO2, wykorzystywany jest do produkcji cyrkonii – syntetycznych kamieni ozdobnych.

## Cyrkon-95
Nietrwały izotop cyrkonu emitujący promieniowanie beta o energiach 365 keV (54,7%) i 398 keV (44,6%). Stanowi produkt rozszczepienia uranu. Występuje w równowadze promieniotwórczej z niobem-95. Wysoce radiotoksyczny. Skażenie dopuszczalne wynosi 740 kBq.